# جيمس ألابي
جيمس ألابي (بالإنجليزية: James Alabi)‏ هو لاعب كرة قدم بريطاني في مركز الهجوم، ولد في 8 أكتوبر 1994 في London Borough of Southwark ‏ في المملكة المتحدة. لعب مع إيبسويتش تاون وستوك سيتي وسكونثورب يونايتد وغريمسبي تاون وفوريست غرين ونادي أكرينغتون ستانلي ونادي سلتيك ونادي مانسفيلد تاون.

## وصلات خارجية
- جيمس ألابي على موقع قاعدة بيانات كرة القدم.إي يو (الإنجليزية)
- جيمس ألابي على موقع Soccerbase.com (لاعب) (الإنجليزية)
- جيمس ألابي على موقع Soccerway.com (الإنجليزية)